# Прищепов, Олег Яковлевич
Олег Яковлевич Прищепов (род. 25 августа 1973) — советский, казахстанский и российский футболист, выступавший на позиции вратаря. Сыграл 78 матчей в высшей лиге Казахстана.

## Биография
На взрослом уровне начал выступать в 17-летнем возрасте в составе «Жетысу» из Талды-Кургана во второй лиге СССР. За два последних сезона чемпионата Союза принял участие в 20 матчах. После распада СССР стал со своей командой участвовать в чемпионате Казахстана. В 1993 году его команда вылетела из высшей лиги, однако на следующий год заняла второе место в первой лиге и вернулась обратно, уже под названием «Кайнар». Всего голкипер сыграл 78 матчей в высшей лиге Казахстана и 29 — в первой. Является одним из «лидеров» чемпионата Казахстана по числу пропущенных голов в среднем за матч, так как пропускал в среднем почти по 2 гола.
В 1997 году переехал в Россию и стал выступать во втором дивизионе за «Чкаловец». В дальнейшем сменил ещё несколько команд второго дивизиона — братский «Сибиряк», «КАМАЗ», «Газовик» из Оренбурга, магнитогорский «Металлург» и «Энергетик» из Урени. Завершил профессиональную карьеру в 33-летнем возрасте.
После окончания игровой карьеры работает тренером вратарей (в Оренбурге; в сезоне-2012/13 — в Тюмени).